# Just Supposin’
Just Supposin' — тринадцатый студийный альбом Status Quo. Был спродюсирован Джоном Эденом и записан в Windmill Lane Studios, в Дублине, в Ирландии. Релиз состоялся 17 октября 1980 года. Альбом занял 4 место в UK albums chart.
В том же году в качестве отдельных синглов были выпущены три трека: «What You're Proposing» и двойной а-сайд "Lies"/"Don't Drive My Car". В конце ноября 1981 года, после выхода альбома Never Too Late вышла перезаписанная версия песни «Rock 'n' Roll». К Just Supposin’ было записано множество сессий, которые были изданы лишь пять месяцев спустя на следующем альбоме.
Песня «Over the Edge» была написана басистом Аланом Ланкастером вместе с Китом Ламбом, ведущим вокалистом британских групп The Case, Sleepy Talk и Mr. Toad, а также основателем и вокалистом австралийской глэм-рок-группы Hush.
На обложке запечатлён запуск ракеты подводных лодок UGM-84 «Гарпун».

## Оценка
| Оценки критиков | Оценки критиков |
| Источник        | Оценка          |
| --------------- | --------------- |
| AllMusic        | [ 5 ]           |

В своём ретро-обзоре рецензент Allmusic особенно оценил набор песен в альбоме, комментируя: «Они соединили ожидаемые буги со странными, но интересными решениями, которые совсем выбивались из моды того года. Что, однако, всё равно в большей степени работает».

## Список композиций

### Сторона 1
1. «What You're Proposing[англ.]» (Фрэнсис Росси, Берни Фрост) — 4:15
2. «Run to Mummy» (Росси, Энди Баун[англ.]) — 3:08
3. «Don't Drive My Car[англ.]» (Рик Парфитт, Баун) — 4:30
4. «Lies» (Росси, Фрост) — 3:56
5. «Over the Edge» (Алан Ланкастер, Кит Ламб[англ.]) — 4:29

### Сторона 2
1. «The Wild Ones» (Ланкастер) — 3:53
2. «Name of the Game» (Росси, Ланкастер, Баун) — 4:26
3. «Coming and Going» (Парфитт, Боб Янг[англ.]) — 6:20
4. «Rock 'n' Roll[англ.]» (Росси, Фрост) — 5:23

### Бонус-трек на переиздании 2005
1. «AB Blues» (Росси, Парфитт, Ланкастер, Джон Коглан, Баун) — 4:28

## Участники записи
- Фрэнсис Росси — гитара, вокал
- Рик Парфитт — гитара, вокал
- Алан Ланкастер — бас, вокал
- Джон Коглан — ударные

Дополнительный персонал
- Энди Баун[англ.] — клавишные
- Берни Фрост — бэк-вокал
- Боб Янг[англ.] — губная гармоника в треке «Coming And Going»